# Havukkasaaret (ö i Södra Savolax)
Havukkasaaret är en ö i Finland. Den ligger i sjön Orivesi och i kommunen Nyslott i  landskapet Södra Savolax, i den sydöstra delen av landet, 300 km nordost om huvudstaden Helsingfors. Öns area är 4,1 hektar och dess största längd är 460 meter i öst-västlig riktning.  Notera att namnet antyder att det är fråga om flera öar.